# Åkers landskommun, Småland
För landskommunen med detta namn i Södermanland, se Åkers landskommun, Södermanland.
Åkers landskommun var tidigare en kommun i Jönköpings län.

## Administrativ historik
Den 1 januari 1863, när kommunalförordningarna började tillämpas, skapades över hela riket cirka 2 500 kommuner, varav 89 städer, åtta köpingar och resten landskommuner. Då inrättades denna kommun i Åkers socken i Östbo härad.
Vid kommunreformen 1952 upphörde Åker som egen kommun och blev en del av Klevshults landskommun.
Området ingår sedan 1971 i Vaggeryds kommun. 

## Politik

### Mandatfördelning i valen 1938-1946
| 1 | 5 | 12 | 2 |

| 20 |

| 20 |

| 20 |

| 1 | 3 | 6 | 10 |

| 20 |